# Bugaj (Brześć Kujawski)
Bugaj – historyczna część miasta Brześć Kujawski położona na północ od centrum, wzdłuż ulicy Kolejowej. Do 1924 odrębna miejscowość.

## Historia
Bugaj to dawna osada fabryczna. Do 1924 należała do gminy Falborz w powiecie włocławskim, początkowo w guberni warszawskiej, a od 1919 w woj. warszawskim. 
1 lipca 1924 włączona do Brześcia Kujawskiego.